# Agonli-Houégbo
Agonli-Houégbo è un arrondissement del Benin situato nella città di Zangnanado (dipartimento di Zou) con 4.981 abitanti (dato 2006).